# Ilha de Tavira
A Ilha de Tavira é uma ilha arenosa com cerca de 11 km de comprimento, localizada junto à costa algarvia, a sul da cidade de Tavira, e faz parte do Parque Natural da Ria Formosa. As suas praias são muito frequentadas por turistas, em especial durante a época balnear; a sua elevada qualidade ambiental é atestada anualmente pela certificação com Bandeira Azul. Os sapais e pequenos canais da Ria Formosa adjacentes à ilha constituem óptimos locais para a observação e estudo de aves marinhas.
Como infraestruturas de apoio ao turismo a ilha dispõe de um parque de campismo e de concessões de praia durante o período balnear. O acesso é feito através de barcos que partem de Tavira ou do cais das Quatro Águas, ou a pé via uma ponte que se situa junto da aldeia de Pedras D`el Rei.
A ilha possui quatro praias. De leste para oeste, encontramos em primeiro lugar a Praia da Ilha de Tavira (ou simplesmente Praia de Tavira), seguindo-se a Praia da Terra Estreita, a Praia do Barril e a Praia do Homem Nu. Nos pontos da ilha mais afastados das concessões de praia o naturismo é tolerado; contudo, na região ocidental da Praia do Barril o naturismo encontra-se legalizado.
Está separada da Ilha de Cabanas a leste pela Barra de Tavira, a qual é artificial e a actual versão foi inaugurada em 1950. E da Ilha da Fuzeta a oeste pela barra natural da Fuzeta.
Esta Ilha é a que resta da antiga Grande Ilha de Tavira, um cordão dunar que se estendia da Barra da Fuzeta até Cacela, a qual foi separada em duas porções (Ilha de Tavira e Ilha da Abóbora) aquando da abertura da primeira barra de Tavira em 1926. Com o ciclone de 1941 a primeira barra foi completamente entupida e inutilizada devido à abertura de uma nova barra natural - a Barra de Cochicho (que foi migrando para leste e mudando de nome consoante o local) - ficando a Ilha original separada em três porções (Ilha de Tavira, Ilha de Cabanas e Península de Cacela) desde então. Começou então a ser utilizada esta barra natural para acesso ao mar. Mais tarde, devido à migração desta barra cada vez mais para longe, tornou-se necessária a abertura de uma nova barra, a oeste da original, que abriu em 1961.
A porção mais a oeste é que resta da antiga ilha mais longa, em que a linha de costa não recuou tanto como nas restantes ilhas a leste.